# La Torreta de Cabardés
La Torreta Cabardés (en francès La Tourette-Cabardès) és un municipi del departament de l'Aude a la regió francesa d'Occitània.